# 世紀末超自然學院
《世纪末超自然學院》（日语：世紀末オカルト学院）是A-1 Pictures製作日本電視動畫，「動畫的力量」的第3部作品，從2010年7月開始在東京電視台播放。

## 故事簡介
在長野縣的皆神山，有一間名為華德斯坦學院的私立學校。由於學院的主科包括許多超自然研究，所以又被人稱為「超自然學院」。1999年7月，校長神代純一郎逝世，其女兒神代瑪雅來到學院代理工作；同日黃昏，瑪雅突然見到一位裸體男生從天而降……

## 角色介紹

### 主要角色
神代瑪雅（聲：日笠陽子）
超自然學院的學院長也是其中的學生，前學院長的唯一女兒。父親死後，出現在學院并接任了學院長一職。初時希望廢除學院，現在則爲了調查父親的死的真相而與文明聯手。
幼年時因為父親的影響，而擁有十分豐富的超自然學說知識。由於父親專注于超自然的研究，后來更是把精力全部投入到學院的建設上，終導致家庭離異。瑪雅跟隨母親生活，從此十分討厭超自然學說。
平日顯得相當冷酷，但內心跟典型少女沒多大分別。喜歡以極權方式操控他人，特別是文明。
從未來到來的文明逆轉時空後，成為其妻子。
内田文明（聲：水島大宙、矢作紗友里（1999年））
從2012年來到1999年的青年，自稱是時空特務№.6。
念力使用者，在1999年時因湯匙彎曲，而廣受矚目的超能力少年。後來不知為何失去超能力，性格亦變得十分膽小。文明很不喜歡別人稱呼他為（日文中“文明”的音讀）。
在學院時偽裝成一名日本史老師，化名安倍實，是瑪雅的班主任。對美風小姐抱有好感，但也因此受盡折磨。
最終為拯救世界犧牲自己。
中川美風（聲：茅原實里）
在中川食堂工作，製作的食物包羅萬有但質素不穩。對市內的超自然事物有一定認識。
開起車來很瘋狂，不惜貸款購入名牌跑車。文明親人之外唯一一個會正確稱呼文明為（訓讀）而非（音讀）的人。

### 學院學生
黑木亞美（聲：高垣彩陽）
瑪雅的兒時玩伴，受瑪雅影響小時候一同研究超自然現象。確信著瑪雅還喜歡著超自然學說。
成瀨梢（聲：花澤香菜）
亞美的同班同學。異常熱衷于超自然現象，崇拜著前學院長，夢想是成為超自然學說的專家。自言從未在清晰知覺下體驗超自然現象，所以持續著修行，時不時會獨自跑到深山里閉關修行等等。

### 學院教職員·相關人員
JK（聲：子安武人）
真名不詳的學院發明家。一頭紅髮的胖子，在第一話時被瑪雅稱為“紅豬”還頗自豪的認同。是個耳朵靈敏的順風耳，專長是探測靈物。常与斯馬爾一起行动。
斯馬爾（聲：高橋廣樹）
學院專屬的機械工，喜歡爭吵和擅長打架。工作服的胸前佩戴著微笑表情的徽章。常与JK一起行动。
川島千尋（聲：小林優）
學院的訓導主任，知道關於學院長逝世的秘密。因其髮型像當時流行的“糰子二兄弟”而被學生們嘲笑。因為誇獎了其髮型而喜歡上了文明。
神代純一郎（聲：矢島正明）
超自然學院前院長。一生鑽研超自然學說，成立的學院亦有很多異樣，對外宣傳死因為心肌梗死，但當中有很大的秘密，並未死亡。其生前為了解開世紀末預言而私底下去尋找諾斯特拉達繆斯之鑰。之後留下一本筆記給瑪雅，並說明該筆記本會成為保護瑪雅的力量。

### 其他
№.5（聲：住吉屋力）
文明（№.6）之前的時空特務。能力是發火術（Pyrokinesis）。因被皆神山洞窟內疑似天蛾人的巨大飛蛾襲擊未能撤回而身亡，特殊手機被發現在巨大糞便之中。
神代香奈枝
瑪雅的母親，於1997年死亡。
黑木茂（聲：島香裕）
亞美的父親，黑木建築公司的老闆，身強體壯，性格豪爽，喜歡講鬼怪故事。製作的飯糰十分巨大。
岡本燈（聲：水瀨祈）
岡本健吾（聲：上田祐司）

## 用語
諾斯特拉達繆斯之匙
諾斯特拉達繆斯在《諸世紀》（《百詩集》）中預言於1999年世界末日的發生，而這項預言亦間接導致2012年的外星人入侵，地球瞬間被毀滅一半。鑰匙是引起一切發生的源頭，如果能在之前及時破壞，所有災難都不會發生。
時空特務
部分2012年的人類在某次因緣下得到了外星人的科技，發明出了時光機器。他們就此送出時空特務到1999年破壞諾斯特拉達繆斯之匙。每一位特務均有其№代號。
特殊手機
外星人科技之下的發明，擁有多種協助特務的功能。最基本功能是可以跟不同時間點的人通話，以及與其他特務手機作內部連絡。
另一功能為拍攝未來照片。結果會因應人的行動思想而有所不同；若然有意識向拍攝對象進行干擾，照片就會顯示出干擾以後的未來，否則就會顯示出沒被干擾的未來。
次元扭曲
本作的次元扭曲源於一個未來的人類，即情報生命體，與過去的同位體有了接觸，令二人所理解的記憶和歷史情報出現前後矛盾，造成了次元扭曲，引來了怪物。

## 製作人員
- 原作、動畫製作：A-1 Pictures
- 監督：伊藤智彦
- 系列構成：水上清資
- 人物原案：麻生我等
- 人物設計、總作畫監督：千葉崇洋
- 道具設計：柴山智隆
- 世界觀設定：末武康光
- 美術監督：竹田悠介
- 攝影監督：尾崎隆晴
- CG監督：雲藤隆太
- 色彩設計：茂木孝浩
- 編集：西山茂
- 音樂：Elements Garden
- 音響監督：
- 製片人：藤本昌俊、和田慎之介（東京電視台）
- 製作協力：XEBEC
- 企畫協力：北久保弘之
- 製作：Aniplex、東京電視台

## 音樂

### 主題曲
片頭曲（飛行的類人類）
作詞、作曲、編曲：松隈ケンタ，歌：中川翔子
片尾曲（你所在之處）
作詞：中山真斗，作曲、編曲：藤田淳平，歌：高垣彩陽
片尾曲使用了真人影像。
写真：橋本カツヨ，模特兒：小林里乃、須田理夏子

### 劇中曲
演奏：中園理沙
贝多芬「第21番（Waldstein）」（Piano Sonata No.21；Episode 01 - Episode 09）
李斯特「（la Campanella）」（Grandes Etudes de Paganini,S.141/3 G-sharp minor Allegretto；Episode 03 - Episode 05）

### 預告插入曲
下次預告中的歌是由各女性角色所唱的世紀末時的流行曲。
- 「LOVE」（Episode 01；Episode 12）
歌：神代瑪雅（日笠陽子）（第1話）；笹塚エクソシスターズ（第12話）
- 「BE TOGETHER」（Episode 02、Episode 03）
歌：中川美風（茅原実里）
- 「純真」（Episode 04、Episode 05）
歌：成瀬梢（花澤香菜）
- 「HOT LIMIT」（Episode 06、Episode 07）
歌：黒木亞美（高垣彩陽）
- 「White Love」（Episode 08、Episode 09）
歌：岡本燈（水瀨祈）
- 「蠟人形の館 '99」（Episode 10、Episode 11）
歌：川島千尋（小林優）

## 各話標題
| 話數       | 日英標題                               | 中文標題           | 劇本       | 分鏡     | 演出       | 作畫監督                            |
| ---------- | -------------------------------------- | ------------------ | ---------- | -------- | ---------- | ----------------------------------- |
| Episode 01 | MAYA's Prophesy                        | 瑪雅的預言         | 水上清資   | 伊藤智彦 | 伊藤智彦   | 千葉崇洋                            |
| Episode 02 | The advent of BUNMEI                   | 文明的到來         | 水上清資   | 伊藤智彦 | 池田重隆   | 石原滿                              |
| Episode 03 | MIKAZE blows through                   | 美風吹過           | 大野木寬   | 恒松圭   | 恒松圭     | 柴山智隆                            |
| Episode 04 | The collapse of BUNMEI                 | 文明的崩壞         | 大野木寬   | 藤森一真 | 中村賢太朗 | 世良悠子                            |
| Episode 05 | KOZUE in the summer                    | 夏之梢             | 綾奈由仁子 | 伊藤智彦 | 原田孝宏   | 加藤雅之                            |
| Episode 06 | BUNMEI's distance                      | 文明的路程         | 綾奈由仁子 | 中村亮介 | 中村亮介   | 細居美惠子                          |
| Episode 07 | MAYA's amigo！                         | 玛雅的朋友         | 砂山藏澄   | 村木幸也 | 村木幸也   | 髙木晴美 渡邊浩二                   |
| Episode 08 | Mamma AMI~ya！                         | 媽媽咪呀           | 砂山藏澄   | 矢島美   | 池田重隆   | 石原滿 加藤雅之                     |
| Episode 09 | AKARI of snow                          | 雪中光芒           | 伊藤美智子 | 京田     | 出合小都美 | 安彦英二                            |
| Episode 10 | AKARI of fireplace                     | 暖炉之光           | 伊藤美智子 | 平川哲生 | 平川哲生   | 世良悠子                            |
| Episode 11 | MAYA's death                           | 瑪雅之死           | 大野木寬   | 山本沙代 | 清水久敏   | 柴山智隆 近藤圭一                   |
| Episode 12 | A thousand wind, the search for beauty | 千之風中，美之踏尋 | 綾奈由仁子 |          |            | 渡邊浩二 高木晴美 世良悠子 新垣一成 |
| Episode 13 | MAYA's BUNMEI                          | 瑪雅的文明         | 水上清資   | 伊藤智彦 | 伊藤智彦   | 千葉崇洋                            |

## Blu-ray、DVD
| 卷數                      | 發售日         | 收錄内容                                                         | 特典CD        |
| ------------------------- | -------------- | ---------------------------------------------------------------- | ------------- |
| 世纪末超自然學院 Volume.1 | 2010年9月22日  | 第1話：瑪雅的預言、第2話：文明的到來                             |               |
| 世纪末超自然學院 Volume.2 | 2010年10月27日 | 第3話：美風吹過、第4話：文明的崩壞                               | BE TOGETHER   |
| 世纪末超自然學院 Volume.3 | 2010年11月24日 | 第5話：夏之梢、第6話：文明的路程                                 | アジアの純真  |
| 世纪末超自然學院 Volume.4 | 2010年12月22日 | 第7話：瑪雅的朋友、第8話：媽媽咪呀                               | HOT LIMIT     |
| 世纪末超自然學院 Volume.5 | 2011年1月26日  | 第9話：雪中光芒、第10話：暖爐之光                                | White Love    |
| 世纪末超自然學院 Volume.6 | 2011年2月23日  | 第11話：瑪雅之死、第12話：千之風中，美之踏尋、第13話：瑪雅的文明 | 蝋人形の館'99 |

## 播放電視台
日本深夜動畫：下文記載的日本国内播放時間使用日本標準時間（UTC+9）表示。因為部分時間标识會採用30小时制，因此請留意这类超过24:00的时间，其實際播放時間為翌日清晨。
| 播放地區       | 播放電視台     | 播放日期                 | 播放時間（UTC+9）          | 所屬電視網 | 備註            |
| -------------- | -------------- | ------------------------ | -------------------------- | ---------- | --------------- |
| 關東廣域圏     | 東京電視台     | 2010年7月5日 - 9月27日   | 星期一 25時30分 - 26時00分 | 東京電視網 |                 |
| 福岡縣         | TVQ九州放送    | 2010年7月5日 - 9月27日   | 星期一 26時23分 - 26時53分 | 東京電視網 |                 |
| 愛知縣         | 愛知電視台     | 2010年7月7日 - 9月29日   | 星期三 25時58分 - 26時28分 | 東京電視網 |                 |
| 岡山縣、香川縣 | 瀨戶內電視台   | 2010年7月8日 - 9月30日   | 星期四 25時58分 - 26時28分 | 東京電視網 |                 |
| 北海道         | TV北海道       | 2010年7月9日 - 10月1日   | 星期五 26時00分 - 26時30分 | 東京電視網 |                 |
| 大阪府         | 大阪電視台     | 2010年7月9日 - 10月1日   | 星期五 26時05分 - 26時35分 | 東京電視網 |                 |
| 日本全域       | BIGLOBE        | 2010年7月12日 - 10月4日  | 星期一 12時00分更新        | 網路電視   | 最新話1週間免費 |
| 日本全域       | AT-X           | 2010年7月13日 - 10月5日  | 星期二 8時30分 - 9時00分   | 付費電視   | 有重播          |
| 日本全域       | BANDAI CHANNEL | 2010年7月20日 - 10月12日 | 星期二 12時00分更新        | 網路送信   | 第一話免費      |

## 外部連結
- 動畫官方網站 （页面存档备份，存于）（日語）
- 東京電視台動畫網站 （页面存档备份，存于）（日語）
- 動畫的力量（页面存档备份，存于）（日語）

1. ↑  真實身分為黑魔女。
2. ↑  真實身分為白魔女。